# 12 Days
12 Days es la primera novela gráfica estilo amerimanga escrita e ilustrada por June Kim. Basada parcialmente en una historia que le contó un desconocido, Kim la comenzó durante su segundo año en la universidad como una manera de superar la ruptura de una relación. Después de lograrlo, dejó de desarrollar el manga, y lo retomó años más tarde: volvió a trabajar en él a principios de 2005 y terminó a mediados de agosto de 2006. Se centra en Jackie Yuen, quien decide tomar las cenizas de su examante durante doce días en las bebidas como una manera de lidiar con su dolor por su muerte. Tokyopop publicó 12 Days en América del Norte el 7 de noviembre de 2006, generando críticas positivas. Los críticos elogiaron el manga por la forma madura en la que se representa el dolor y las relaciones, además de sus obras de arte realistas, aunque la forma de impresión para el diálogo fue considerada una distracción.

## Trama
12 Days, un one-shot estilo amerimanga, se centra en Jackie Yuen, una chica mitad cantonesa mitad coreana de 29 años quien, después de la muerte de su examante, la coreana americana Noah Yoon, decide tomar sus cenizas por doce días en las bebidas como una manera de lidiar con su dolor —un acto derivado de la antigua Grecia, específicamente de Artemisia II de Caria—. El hermanastro de Noah, Nick Yoon, roba un poco de las cenizas de Noah para que ella las use, para luego unirse a ella en el luto de Noah. Periódicamente, flashbacks no lineales revelan cómo ambas se encontraron e involucraron en una relación homosexual. Sin embargo, Noah dejó a Jackie para casarse con un hombre, y murió al regresar de su luna de miel en un accidente de tráfico un mes antes del comienzo de 12 Days.

### Temas
12 Days principalmente se refiere a «una historia de amor y sus consecuencias». Theron Martin de Anime News Network consideró que era una historia acerca de «tratar de encontrar una manera de hacer frente a una pérdida devastadora», y consideró que el elemento homosexual de 12 Days se había tratado, sin llegar a ser exagerado. De acuerdo con Katherine Dacey, exeditora senior de manga de PopCultureShock, el manga «está lleno de observaciones hermosas y tranquilas sobre la forma en que lamentamos, la forma en que definimos la familia, la forma en que expresamos el deseo, y la forma en que recordamos los momentos de dolor y la traición». Johanna Draper Carlson, revisor de Publishers Weekly, escribe que la acción de Jackie de consumir las cenizas sirve como «una excusa para recordar y tratar de dar sentido a opciones desagradables y con ganas de dejarlas ir pero al mismo tiempo quedárselas» y «una acción extrema [que] coincide con la profundidad de su dolor».

## Desarrollo
Basada parcialmente en una historia contada a Kim por un desconocido, 12 Days comenzó durante el segundo año de Kim en la universidad como un método para hacer frente a la ruptura de una relación. Kim abandonó pronto la historia estando inconclusa después de superar emocionalmente dicha ruptura, y consideró que el concepto inicial estaba «mal construido». En 2002, obtuvo un Bachiller en Bellas Artes como caricaturista de la School of Visual Arts de Manhattan, Nueva York, y varios de sus cómics fueron publicados en antologías: «SheepSheepSleep» en 2003,  «B-612» en 2004, y «Repeat». En la Convención Internacional de Cómics de San Diego de 2004, se encontró con sus ahora ex editores de Tokyopop Mark Paniccia y Lillian M. Diaz-Przybyl, quienes la ayudaron a colocar 12 Days en su editorial. Al reanudar el trabajo en 12 Days a principios de 2005, Kim sintió que su «baja velocidad, otros proyectos y asuntos de familia» retrasaron la producción. Además, Kim, quién fue criada y nacida en Corea, y además habla coreano, inglés y japonés con fluidez, pensó en ideas en coreano que no se traducen bien al inglés, lo que condujo a cambiar su modo de pensar en el manga. Ella considera su creación de un amerimanga «un poco irónica», porque «quería hacer algo diferente del manhwa o el manga», cosas con las que ella había crecido. Completado en medio de agosto de 2006, 12 Days fue publicado por Tokyopop en América del Norte en noviembre del mismo año (ISBN 978-1-59816-691-0). Sin embargo, en mayo de 2011, Tokyopop cerró su filial norteamericana sin dar declaraciones acerca de la situación de las series originales que publicaban. 12 Days también se publicó en Alemania por Tokyopo Germany.

## Recepción
12 Days recibió en general revisiones positivas de los críticos. Caroline Ryder de The Advocate, una revista sobre temas LGBT, destacó a 12 Days como «una oscura, y profundamente emocional novela gráfica». Martin declaró que «12 Days no cae fácilmente en cualquier categoría de los mangas normales. Éste evita cualquier tipo de sensacionalismo proporcionado a una madura obra sobre un tema difícil, lo que podría limitar su atractivo, pero sin duda hace que valga la pena leerlo». Mientras que Dirk Deppey de The Comics Journal elogió el manga como «una obra ambiciosa y satisfactoria en parte, que casi tiene éxito», a su juicio no es «un trabajo tan audaz o complejo» como Fun Home, una novela gráfica similar por Alison Bechdel y publicada el mismo año que 12 Days. Dacey lo colocó en su lista de los diez mejores amerimanga, y Draper Carlson la recomendó. Una fuente de elogios fue la obra realista de Kim, aunque a Dacey no le gustó la «rigidez» del arte de fondo. Los potencialmente confusos flashbacks, la forma de imprimir los diálogos, el uso ocasional de personajes super deformed, un final vago y el aspecto de las cenizas en las bebidas generó críticas por parte de los revisores. A. E. Sparrow de IGN concluyó que «12 Days simplemente está tratando demasiado, poniendo algunas ilustraciones absolutamente hermosas en un mar de cuentos caóticos».